# 한국커뮤니케이션학회
사단법인 한국커뮤니케이션학회(Korea Communication Association, KCA)는 인간 커뮤니케이션 분야와 관련된 사회 및 문화 전반에 걸친 문제를 이론과 실제를 연구하는 목적으로 1976년 3월 5일에 설립된 학술단체이다. 사무실은 서울특별시 서초구 반포대로 63 진석빌딩 202호에 있다. 커뮤니케이션에 관한 학술적 연구 및 조사, 학술연구 발표회 및 강연회 개최, 학술지 및 기타 도서의 발행 등을 활동하고 있다. 학술지 《커뮤니케이션학 연구》를 발간하고 있다.

## 주요 사업
- 커뮤니케이션에 관한 학술적 연구 및 조사
- 학술연구 발표회 및 강연회 개최
- 커뮤니케이션 연구 조사에 관한 국내외의 자료 수집 및 연구 업적의 교환
- 학교, 공공기관, 사회 단체 및 기업 등에 교육 보급 및 그 조성에 도움이 되는 활동
- 학술지 및 학술도서의 간행
- 이 학회의 목적을 달성하기 위한 기타 사업

## 임원진
- 회장
- 부회장
- 지역위원장
- 대외협력위원장
- 감사
- 총무이사
- 편집위원회
  - 편집위원장
  - 편집인
- 기획이사
- 연구이사
- 학술이사
- 홍보이사
- 운영이사

## 학술지
- 《커뮤니케이션학 연구》[1]